# Ranch de cinéma
Un ranch de cinéma (Movie Ranch) est, aux États-Unis, un ranch qui est, au moins partiellement, dédié à une utilisation en tant qu'ensemble de plateaux de tournage pour la création et la production de films cinématographiques et de productions télévisées. 
Ils ont été développés aux États-Unis dans le sud de la Californie, en raison du climat. Les premières installations de ce type se trouvaient toutes dans les 30 miles (soit 48 km) autour des studios, souvent dans les contreforts des vallées de San Fernando, de Santa Clarita et de Simi dans l'État américain de Californie.   
Le concept de ranch de cinéma s'est développé dans les années 1920 en Californie du Sud pour soutenir la réalisation de westerns populaires. Ayant du mal à recréer la topographie du vieil ouest sur les plateaux de tournage classiques et les backlots de studio, les studios hollywoodiens se sont déplacés dans les vallées, canyons et contreforts rustiques de la Californie du Sud pour les lieux de tournage. D'autres productions à grande échelle, comme les films de guerre, avaient également besoin de grands décors pour les scènes d'extérieur, notamment pour des batailles.

## Histoire
Les productions ont réalisé des tournages sur place dans des régions éloignées de la Californie, comme l'Arizona et le Nevada. Au départ, le personnel de production devait couvrir ses propres frais de voyage, ce qui a entraîné des conflits entre les travailleurs et les studios. Les studios ont accepté de couvrir des frais supplémentaires s'ils travaillaient hors de la ville, cela ayant été défini comme une distance supérieure à 30 miles (48 km) du studio. 
Pour résoudre ce problème, de nombreux studios de cinéma ont acheté de grandes étendues de terres rurales non développées, dans de nombreux cas des ranchs existants, qui étaient situés plus près de Hollywood. Les ranchs étaient souvent situés juste à l'intérieur des 30 miles de périmètre, en particulier dans les collines de la vallée de Simi, dans l'ouest de la vallée de San Fernando, les monts de Santa Monica et la région de Santa Clarita dans le Grand Los Angeles. Le paysage naturel de la Californie s'est révélé convenir aux westerns et même à d'autres types de films. 
En raison du développement suburbain dans l'après-guerre, la valeur marchande des propriétés ainsi que les taxes foncières ont augmenté, même si moins de grandes parcelles étaient disponibles pour les studios, le développement de la ville de Los Angeles entraînant l'étalement urbain. La plupart des ranchs de films historiques ont été vendus et subdivisés. Quelques-uns ont été préservés comme espaces ouverts dans les parcs régionaux et sont parfois encore utilisés pour le tournage. De plus, les studios ont développé des ranchs de films dans d'autres régions, comme le Nouveau-Mexique, l'Arizona et le Texas.

## Liste de ranchs
Ci-dessous, une liste partielle de quelques-uns des ranchs de films classiques de Californie du Sud de la première moitié du XXe siècle, ainsi que d'autres emplacements de tournage plus récents. 

### Ranchs de cinéma classiques

#### Apacheland Movie Ranch (Apacheland Studio)

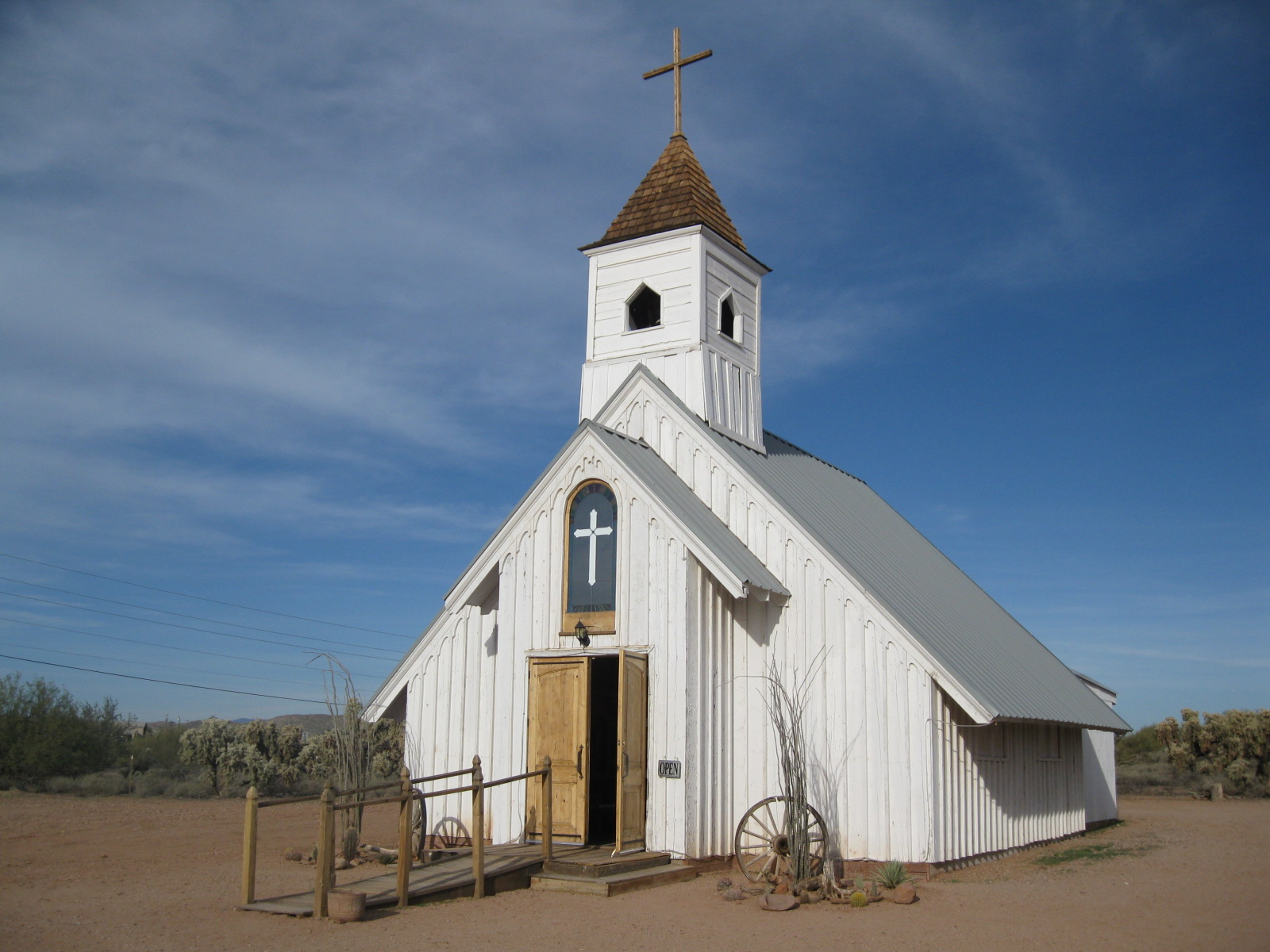
Un bâtiment dans le quartier du ranch, 2010.

- « Apacheland Museum » [archive du 16 décembre 2014]

#### Iverson Movie Ranch
Pour un article plus général, voir Ranch Iverson.

#### Monogram Ranch/Melody Ranch
Pour un article plus général, voir Ranch Monogram.

#### Spahn Movie Ranch
Pour un article plus général, voir Spahn Ranch.

### Ranches de cinéma récents

#### Circle M City
Big Sky Ranch est un ranch de cinéma situé à Simi Valley, en Californie. Il a été largement utilisé pour le tournage de productions télévisuelles et cinématographiques occidentales. Certains des épisodes et productions télévisuelles passés y ont été filmés comme Rawhide, Gunsmoke, Bonanza, La Petite Maison dans la prairie, Les Routes du paradis, Father Murphy, Les oiseaux se cachent pour mourir, Jericho et La Caravane de l'étrange.

## Voir également
- Histoire du cinéma
- Cinéma & Film
- Plateau de tournage
- Backlot